# PoPolsku
PoPolsku was een tweewekelijkse krant en website voor de Poolse gemeenschap in Nederland, België en Luxemburg. Letterlijk vertaald betekent po polsku zowel ‘op z’n Pools’ (op Poolse wijze) als ‘in het Pools’ (in de Poolse taal). De krant werd sinds 2008 uitgegeven en ging in 2011 failliet. In 2013 maakte de krant een doorstart. De laatste krant verscheen in 2015.

## Signatuur
De krant werd uitgegeven in de Poolse taal en op tabloidformaat verspreid op plekken waar veel Polen wonen/werken/leven. Poolse winkels, diverse C1000-supermarkten, uitzendbureaus, kerken, vliegvelden en horecagelegenheden. Vanaf 11 januari 2013 werd deze krant tweewekelijks uitgegeven voor Polen die wonen en of werken in Nederland, in het Pools. De krant had een oplage van 40.000 exemplaren. Het educatieve van de krant kwam tot uiting in de vorm van een Nederlandse les in samenwerking met een talentrainingcentrum waarbij huiswerk werd nagekeken.

## Redactie
De redactie was gevestigd in Ter Aar, en bestond uit Poolse en Nederlandse journalisten en auteurs. De Nederlandse eindredactie werd gevoerd door Angelique van 't Riet en de Poolse eindredactie door Anna Knapen-Potyrała. Fotograaf Arnold Nienhuis verzorgde veel van het beeldmateriaal. Naast de tweewekelijkse krant was er samenwerking met het ANP. Iedere dag werd het nieuws van de dag (in Nederland) op de site geplaatst in het Pools en in het Nederlands. De interactieve website was tweetalig en gekoppeld aan Facebook en aan Twitter.